# Condado de LaSalle
El condado de LaSalle (en inglés: LaSalle County) es un condado en el estado estadounidense de Illinois. En el censo de 2000 el condado tenía una población de 111 509 habitantes. Forma parte del área micropolitana de Ottawa–Streator. La sede de condado es Ottawa. El condado fue formado el 15 de enero de 1831 a partir de porciones de los condados de Putnam y Tazewell. Fue nombrado en honor a René Robert Cavelier de La Salle, un explorador francés.

## Geografía
Según la Oficina del Censo, el condado tiene un área total de 2973 km² (1148 sq mi), de la cual 2939 km² (1135 sq mi) es tierra y 34 km² (13 sq mi) (1,14%) es agua.

### Condados adyacentes
- Condado de DeKalb (norte)
- Condado de Kendall (noreste)
- Condado de Grundy (este)
- Condado de Livingston (sureste)
- Condado de Woodford (sur)
- Condado de Marshall (suroeste)
- Condado de Putnam (oeste)
- Condado de Bureau (oeste)
- Condado de Lee (noroeste)

## Autopistas importantes
- Interestatal 39
- Interestatal 80
- U.S. Route 6
- U.S. Route 34
- U.S. Route 51
- U.S. Route 52
- Ruta Estatal de Illinois 17
- Ruta Estatal de Illinois 18
- Ruta Estatal de Illinois 23
- Ruta Estatal de Illinois 71
- Ruta Estatal de Illinois 170
- Ruta Estatal de Illinois 178
- Ruta Estatal de Illinois 251
- Ruta Estatal de Illinois 351

## Demografía
En el  censo de 2000, hubo 111 509 personas, 43 417 hogares y 29 827 familias residiendo en el condado. La densidad poblacional era de 98 personas por milla cuadrada (38/km²). En el 2000 había 46 438 unidades habitacionales en una densidad de 41 por milla cuadrada (16/km²). La demografía del condado era de 94,97% blancos, 1,55% afroamericanos, 0,17% amerindios, 0,54% asiáticos, 0,02% isleños del Pacífico, 1,71% de otras razas y 1,05% de dos o más razas. 5,19% de la población era de origen hispano o latino de cualquier raza. 
La renta promedio para un hogar del condado era de $40 308 y el ingreso promedio para una familia era de $49 533. En 2000 los hombres tenían un ingreso medio de $39 256 versus $22 097 para las mujeres. La renta per cápita para el condado era de $19 185 y el 9,10% de la población estaba bajo el umbral de pobreza nacional.

## Ciudades y pueblos
| - Cedar Point - Dalzell - Dana - Dayton - Earlville | - Grand Ridge - Kangley - LaSalle - Leland - Leonore | - Lostant - Lowell - Marseilles - Meriden - Millington | - Mendota - Mount Palatine - Naplate - North Utica - Norway | - Oglesby - Ottawa - Peru - Peterstown - Ransom | - Rutland - Sandwich - Seneca - Serena - Sheridan | - Somonauk - Streator - Sulphur Springs - Tonica | - Triumph - Troy Grove - Wedron - Wenona |